# كازالمجوري
كازالمجوري (باللغة الإيميليانية: كازالمجيور) هو كوموني في مقاطعة كريمونا بمنطقة لومبارديا في إيطاليا، يقع على نهر بو. وهو مكان ولادة الملحنين الإيطاليين إغناتسيو دوناتي وأندريا زاني.
مؤخراً، لعب فريق الكرة الطائرة النسائي فريق كرة الطائرة كازالمجوري في الدوري الإيطالي للسيدات، وفاز بالبطولة في موسم 2014–15.
من المعالم البارزة فيها كاتدرائية الدومو، متحف ديوتي، ومتحف البيجو.

## التاريخ

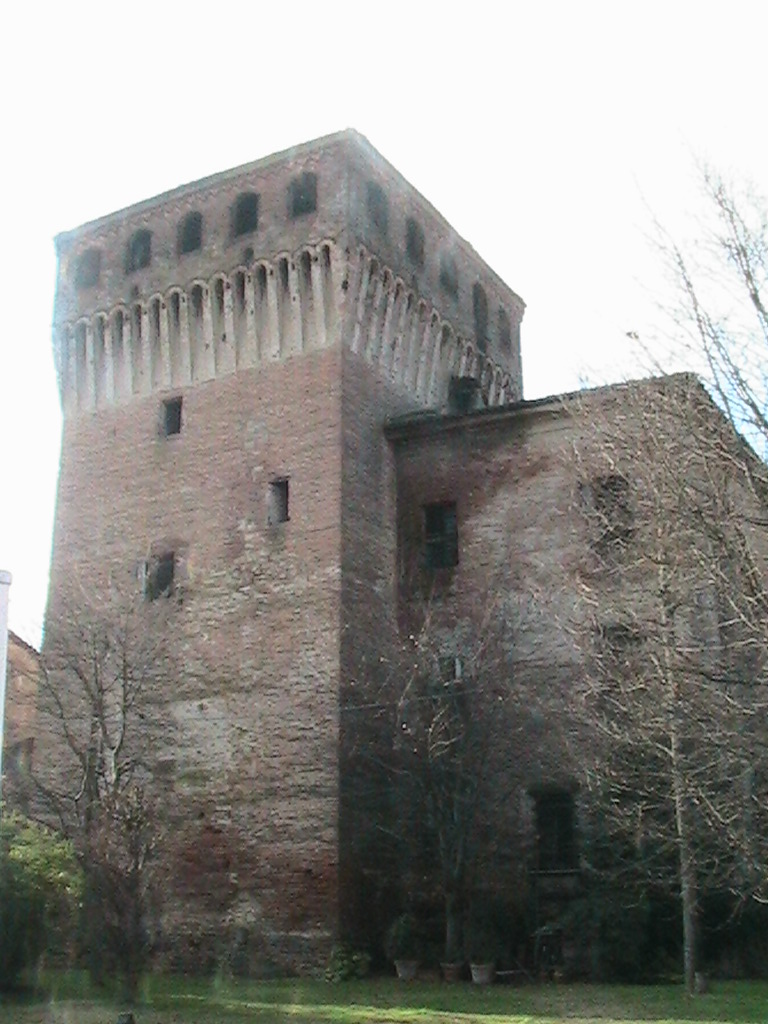
تورنيو إستانسي

أثبتت الاكتشافات الأثرية في عام 1970 أن المنطقة كانت مأهولة منذ العصر البرونزي، على الرغم من أن المدينة تأسست على الأرجح من قبل الرومان باسم كاسترا مايجورا ("المعسكر العسكري الرئيسي"). حوالي عام 1000 كانت عبارة عن قلعة محصنة في أراضي بيت إست؛ في القرن الخامس عشر كانت تحت حكم جمهورية البندقية. في 2 يوليو 1754، حصلت على صفة المدينة بموجب مرسوم إمبراطوري. بعد فترة تحت الحكم النمساوي، أصبحت جزءاً من مملكة إيطاليا الموحدة في عام 1861.

## المدن الشقيقة
- غيليراند-غرانج، فرنسا
- تارنوو، بولندا[5]